# Amt Dömitz-Malliß
L'Amt Dömitz-Malliß est un Amt de l'arrondissement de Ludwigslust-Parchim dans le Land de Mecklembourg-Poméranie-Occidentale, dans le Nord de l'Allemagne.

## Communes
1. Dömitz, (3 038)
2. Grebs-Niendorf (575)
3. Karenz (232)
4. Malk Göhren (443)
5. Malliß (1 188)
6. Neu Kaliß (1 912)
7. Vielank (1 304)